# 雄梅镇
雄梅镇（藏語：གཞུང་སྨད་），是中华人民共和国西藏自治区那曲市申扎县下辖的一个乡镇级行政单位。

## 行政区划
雄梅镇下辖以下地区：
色宗村、达果村、许隆村、曲志德吉新村、贡琼村、多绕村、玉拉村、江雄村、通村和尼查村。